# Плоске (Ревуца)
Плоске (слч. Ploské) насељено је мјесто са административним статусом сеоске општине (слч. obec) у округу Ревуца, у Банскобистричком крају, Словачка Република.

## Становништво
| Година:    | 1994. | 2004.    | 2014.    | 2024.   |
| ---------- | ----- | -------- | -------- | ------- |
| Број људи: | 96    | 83       | 72       | 75      |
| Разлика:   |       | -13,54 % | -13,25 % | +4,16 % |

| Година:    | 2023. | 2024.   |
| ---------- | ----- | ------- |
| Број људи: | 73    | 75      |
| Разлика:   |       | +2,73 % |

Према подацима о броју становника из 2011. године насеље је имало 79 становника.